# Heliconius erato
Espèce
Le Heliconius erato est une espèce de lépidoptère appartenant à la famille des Nymphalidae, à la sous-famille des Heliconiinae et au genre Heliconius.

## Description
C'est un très grand papillon noir qui présente de fortes différences suivant les sous-espèces avec des ornementations variables. Tous présentent des ailes allongées et arrondies noires ou marron foncées avec des ornementations identiques sur les deux faces.
Les antérieures sont barrées d'une bande rouge ou cuivre, ou orange ou de taches blanches.
Les postérieures sont soit totalement noires (ou marron) soit barrées d'une bande blanche ou jaune ou marron et cuivre.
Heliconius erato présente pas d'irisé bleuté ce qui le différencie de Heliconius melpomene

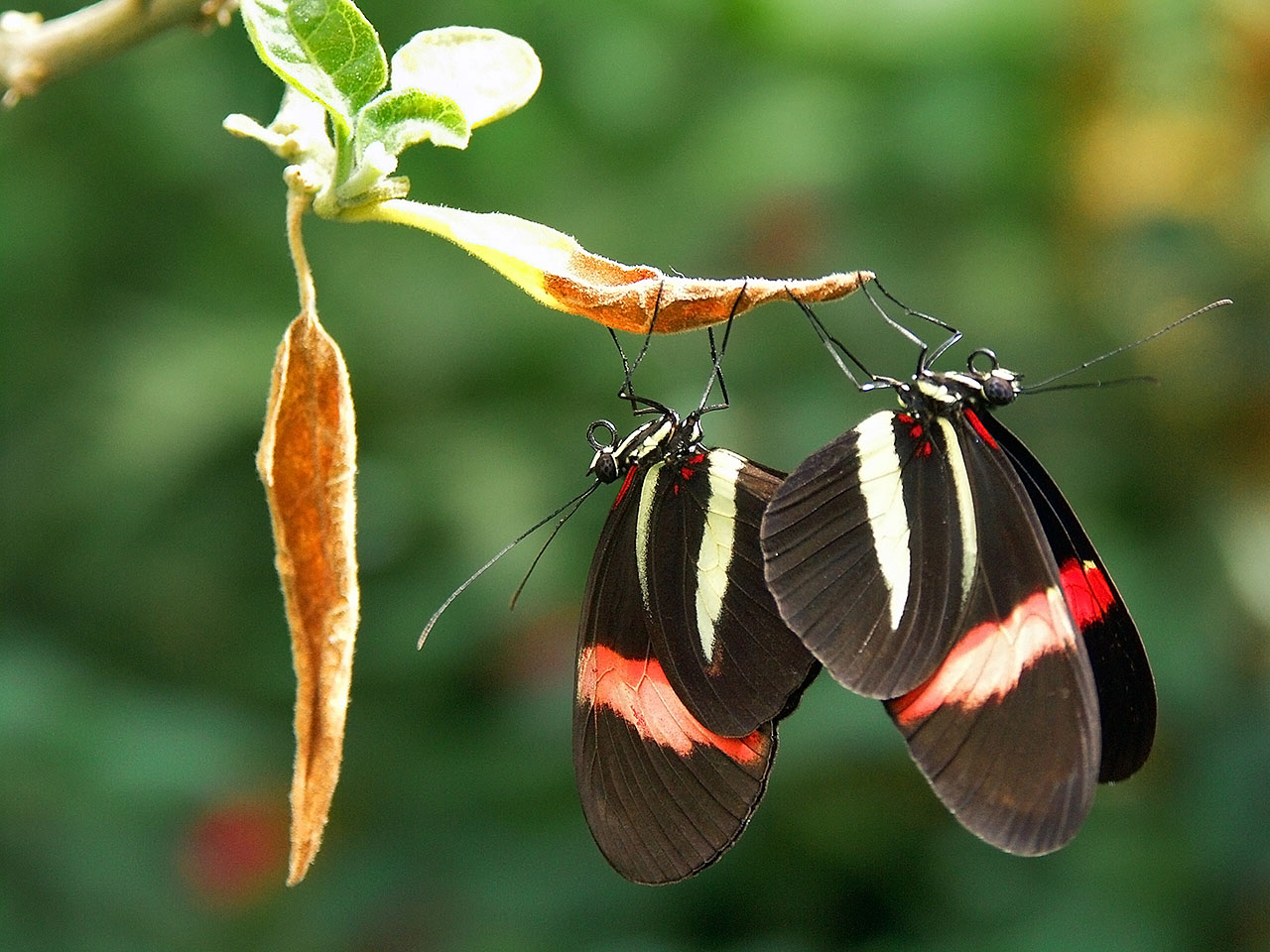
accouplement
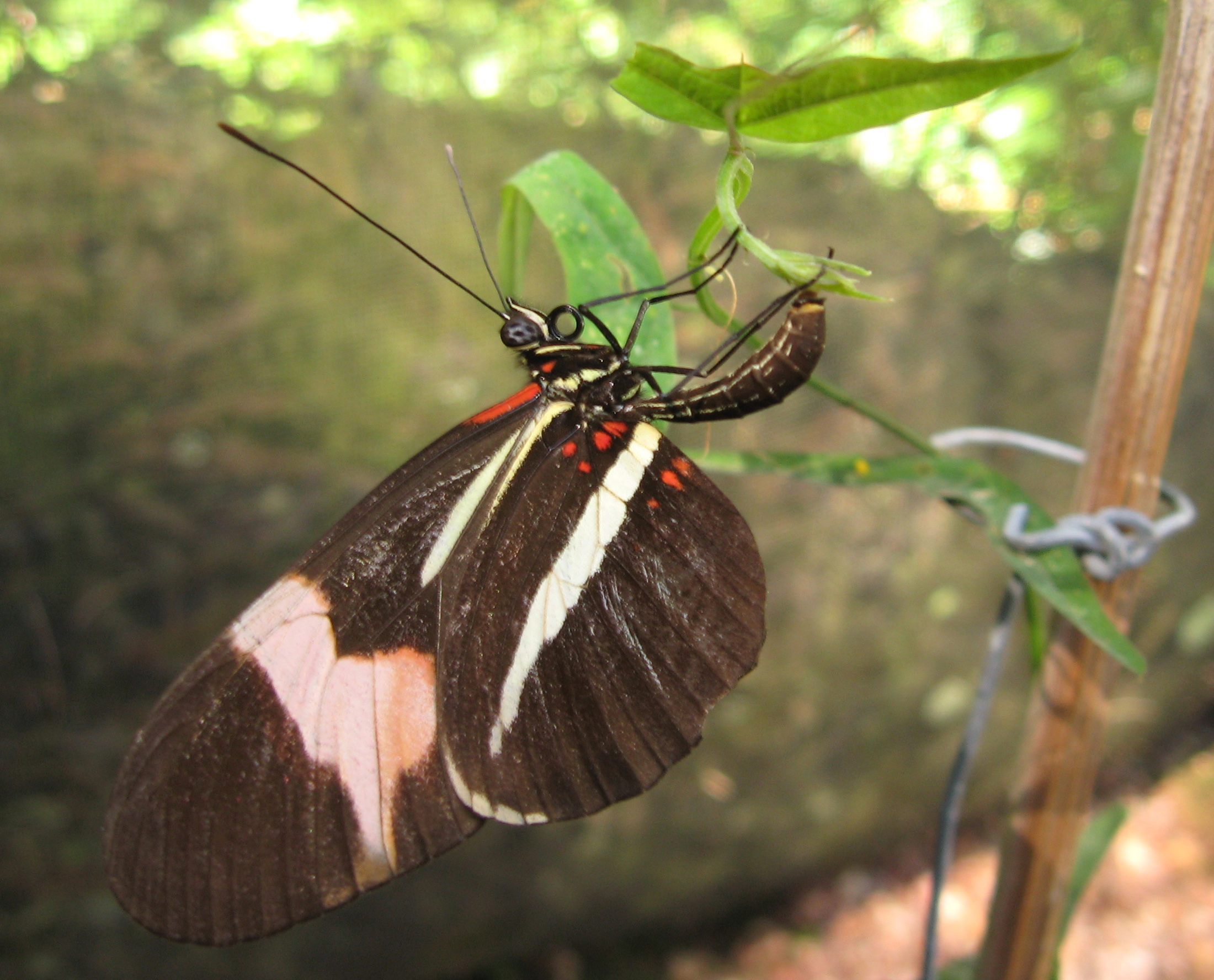
ponte sur une passiflore.

### Chenilles
Les chenilles sont blanches avec des marques et des épines noires.

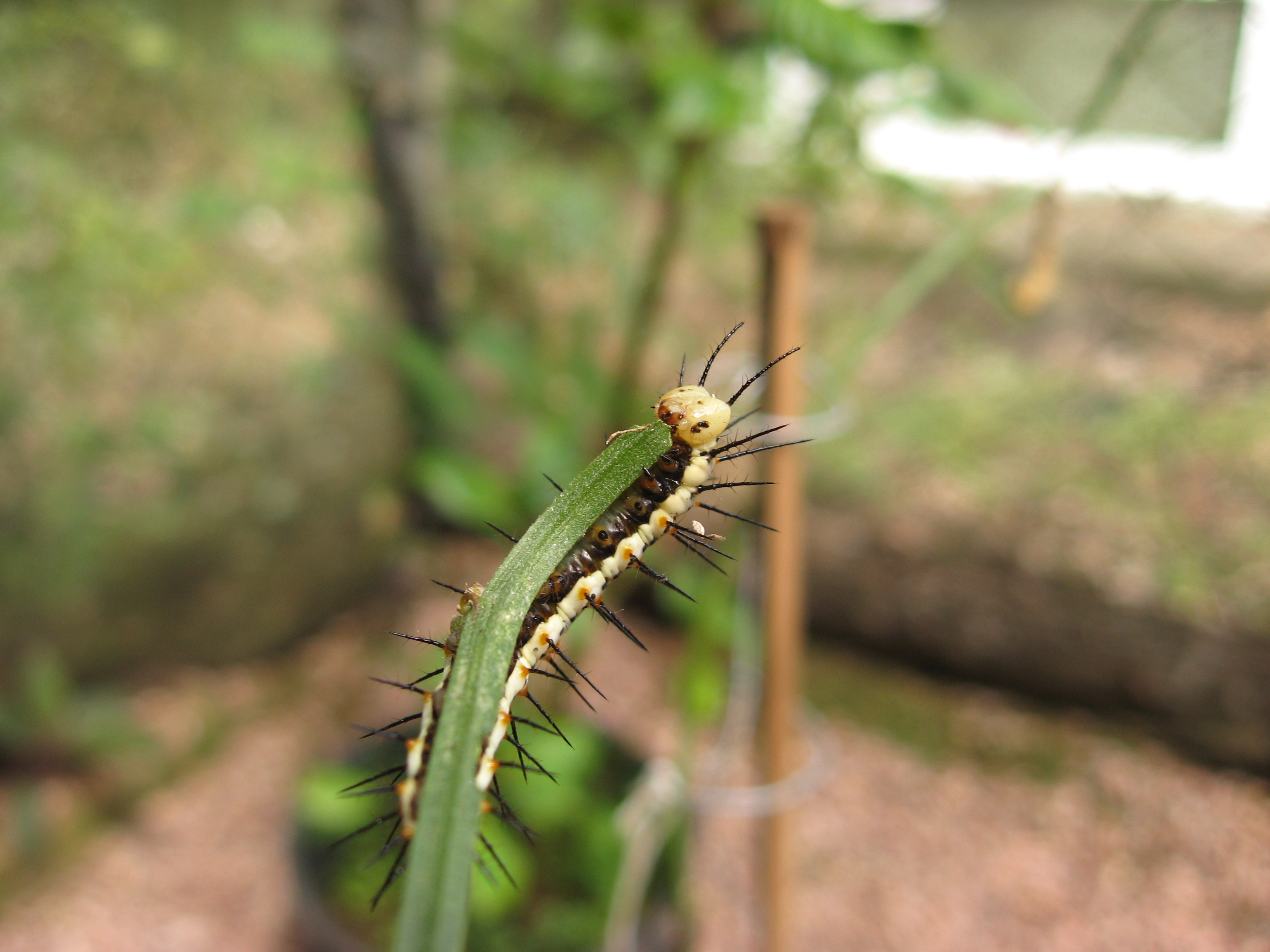
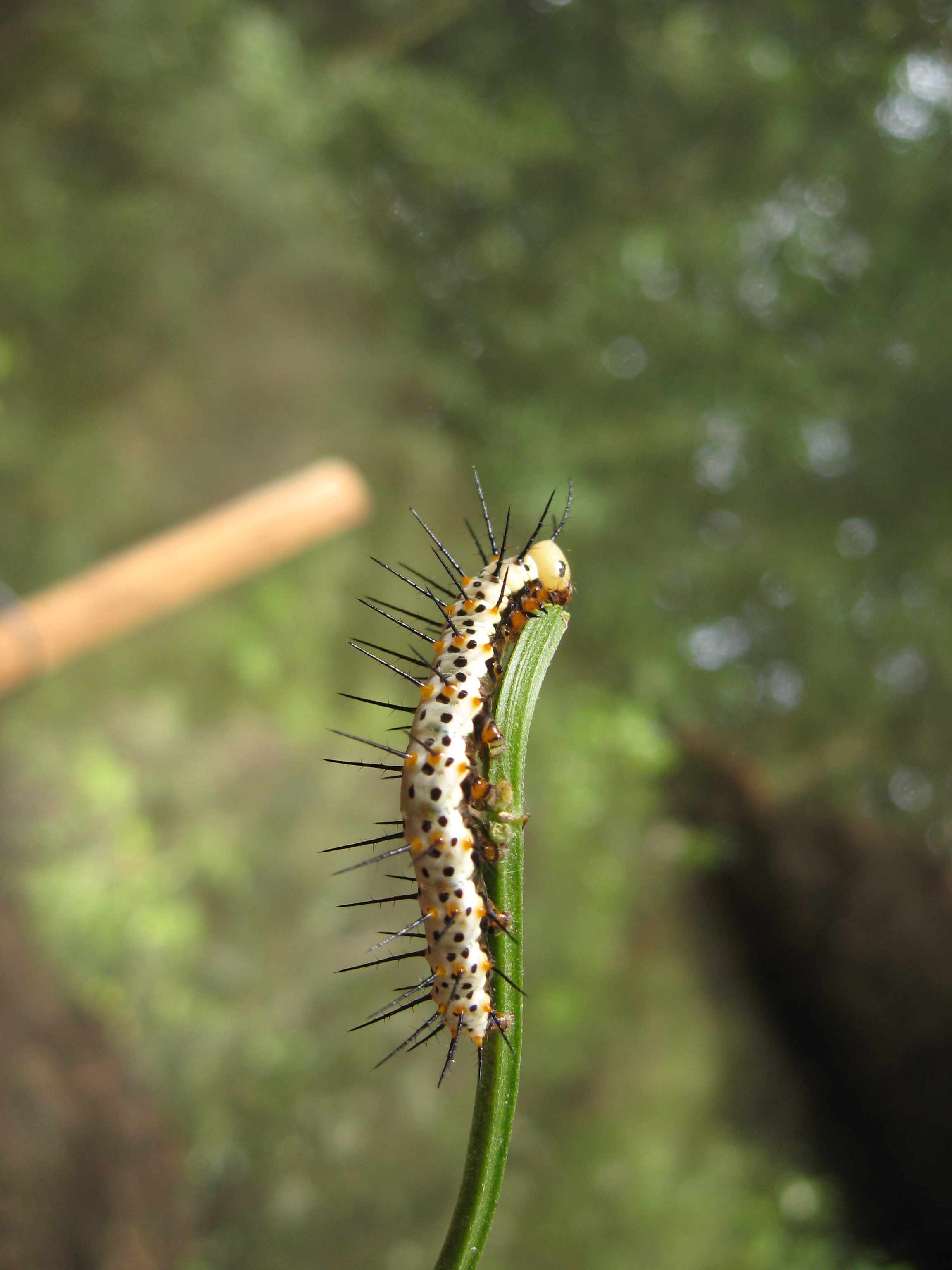

## Biologie

### Période de vol et hivernation
Il vole toute l'année.

### Plantes hôtes
Les plantes hôtes sont des Passiflora ou passiflore, dont Passiflora coreacea et Passiflora talamancensis.

## Écologie et distribution
Il réside au Mexique, en Amérique centrale et dans presque toute l'Amérique du Sud, le bassin amazonien Panama, Costa Rica, Bolivie, Pérou, Équateur, Nicaragua Colombie, Venezuela, Surinam, Guyane française, Guyana et Bolivie, Brésil, Pérou, Paraguay et Argentine.

### Biotope
Son habitat est la forêt tropicale et les deux versants des Andes.

## Systématique
L'espèce Heliconius erato a été décrite par le naturaliste suédois Carl von Linné en 1758 sous le nom initial de Papilio erato.

### Synonymie
Papilio erato Linné, 1758 Protonyme

### Noms vernaculaires
Il se nomme Crimson-patched Longwing ou Red Postman en anglais.

### Taxinomie
Sous-espèces
- Heliconius erato erato (Linnaeus, 1764)

Synonymie pour cette sous-espèce
Papilio vesta (Cramer, 1777)
Papilio erythrea (Cramer, 1777)
Papilio andremona (Cramer, 1780)
Papilio udalrica (Cramer, 1780)
Heliconia cynisca (Godart, 1819)
Heliconia vesta tellus (Oberthür, 1902)
Heliconius erato oberthürii (Riffarth, 1903)
Heliconius erato fuliginosa (Riffarth, 1907)
Heliconius erato albida (Joicey & Kaye, 1919)
Heliconius erato roseoflava (Neustetter, 1926)
Heliconius erato fumata (Neustetter, 1926)
Heliconius erato latiflava (Neustetter, 1931)
Heliconius erato nigrobasalis (Neustetter, 1931)
- Heliconius erato adana (Turner, 1967)

Synonymie pour cette sous-espèce
Heliconius hydara adana (Seitz, 1913)
Heliconius hydarus hydarus vitellina (Stichel, 1919)
- Heliconius erato amalfreda (Riffarth, 1901)

Synonymie pour cette sous-espèce
Heliconia elimaea (Erichson, 1849)
Heliconius cybele cybelina (Staudinger, 1897)
Heliconius vesta leda (Staudinger, 1897)
Heliconius phyllis amalfreda (Riffarth, 1900)
Heliconius erato cybelinus helena (Riffarth, 1907)
Heliconius erato erato cybelellus (Joicey & Kaye, 1917)
Heliconius melpomene pyritosa (Zikán, 1937)
Heliconius erato andremona juanita (Neustetter, 1938)
Heliconius heydei (Stammeshaus, 1962)
- Heliconius erato amazona (Staudinger, 1897)

Synonymie pour cette sous-espèce
Heliconius vesta amazona (Staudinger, 1897)
Heliconius philadelphus (Kirby, 1900)
Heliconius androdaixa (Seitz, 1912)
- Heliconius erato amphitrite (Riffarth, 1901)

Synonymie pour cette sous-espèce
Heliconius erato estrella simplex (Riffarth, 1906)
Heliconius erato phyllis sperata (Riffarth, 1907)
Heliconius melpomene hyperplea (Dyar, 1913)
- Heliconius erato chestertonii (Hewitson, 1872)

Synonymie pour cette sous-espèce
Heliconius damysus (Hopffer, 1874)
Heliconius molina (Grose-Smith, 1898)
Heliconius hydara nocturna (Riffarth, 1900)
Heliconius erato extrema (Kaye, 1919)
- Heliconius erato colombina  (Staudinger, 1897)

Synonymie pour cette sous-espèce
Heliconius petiveranus colombina (Staudinger, 1897)
Heliconius hydra antigona (Riffarth, 1900)
- Heliconius erato cyrbia (Godart, 1819)

Synonymie pour cette sous-espèce
Heliconius cyrbia diformata (Riffarth, 1900)
Heliconius cyrbia cyrbia bella (Riffarth, 1907)
- Heliconius erato demophoon (Ménétriés, 1855)[12]

Synonymie pour cette sous-espèce
Heliconius demophoon Ménétriés, 1855 - protonyme
Heliconius chiriquensis (Riffarth, 1900)
- Heliconius erato dignus (Stichel, 1923)

Synonymie pour cette sous-espèce
Heliconius dignus discerpta (Stichel, 1923)
Heliconius erato estrella problemata (Neustetter, 1928)
Heliconius estrella meliorina (Neustetter, 1928)
Heliconius estrella glaucina (Neustetter, 1928)
Heliconius dignus elvira (Niepelt, 1928)
- Heliconius erato emma (Riffarth, 1901)

Synonymie pour cette sous-espèce
Heliconius augusta (Riffarth, 1901)
Heliconius erato estrella palmata (Stichel, 1906)
Heliconius erato estrella agnata (Stichel, 1906)
- Heliconius erato estrella  (Bates, 1862)
- Heliconius erato etylus (Salvin, 1871)[13]
- Heliconius erato favorinus (Hopffer, 1874)[14]

Synonymie pour cette sous-espèce
Heliconius amaryllis pseudamaryllis (Staudinger, 1897)
Heliconius erato eratophylla (Joicey & Kaye, 1917)
Heliconius favorinus pseudoanacreon (Neustetter, 1932)
- Heliconius erato fuscombei (Lamas, 1976)
- Heliconius erato guarica (Reakirt, 1868)[16]
- Heliconius erato hydara (Hewitson, 1867)
- Heliconius erato lativitta (Butler, 1877)
- Heliconius erato lichyi (Brown & Fernández, 1985)
- Heliconius erato magnifica  (Riffarth, 1900)
- Heliconius erato microlea (Kaye, 1907)
- Heliconius erato notabilis  (Salvin & Godman, 1868)
- Heliconius erato petiverana (Doubleday, 1847)[17]

Synonymie pour cette sous-espèce
Heliconia mexicana (Boisduval, 1870)
Heliconius petiveranus (Godman & Salvin, 1881) 
Heliconius erato petiveranus
Heliconius petiverea (Riffarth, 1901)
- Heliconius erato phyllis (Fabricius, 1775)

Synonymie pour cette sous-espèce
Papilio phyllis Fabricius, 1775 - protonyme
Papilio roxane (Cramer, 1775)
Heliconius phyllidis (Grose-Smith & Kirby, 1892)
Heliconius anacreon (Grose-Smith & Kirby, 1892)
Heliconius amatus (Staudinger, 1897)
Heliconius phyllis artifex (Stichel, 1899)
Heliconius phyllis diffluens (Riffarth, 1907)
Heliconius erato anacreon anaitis (Riffarth, 1907)
Heliconius phyllis miletus (d'Almeida, 1928)
Heliconius phyllis cohaerens (Hayward, 1931)
Heliconius phyllis alicia (Schweizer & Kay, 1941)
- Heliconius erato reductimacula (Bryk, 1953)
- Heliconius erato tobagoensis (Barcant, 1982)
- Heliconius erato venus (Staudinger, 1882) [21]
- Heliconius erato venustus (Salvi, 1871) [22]

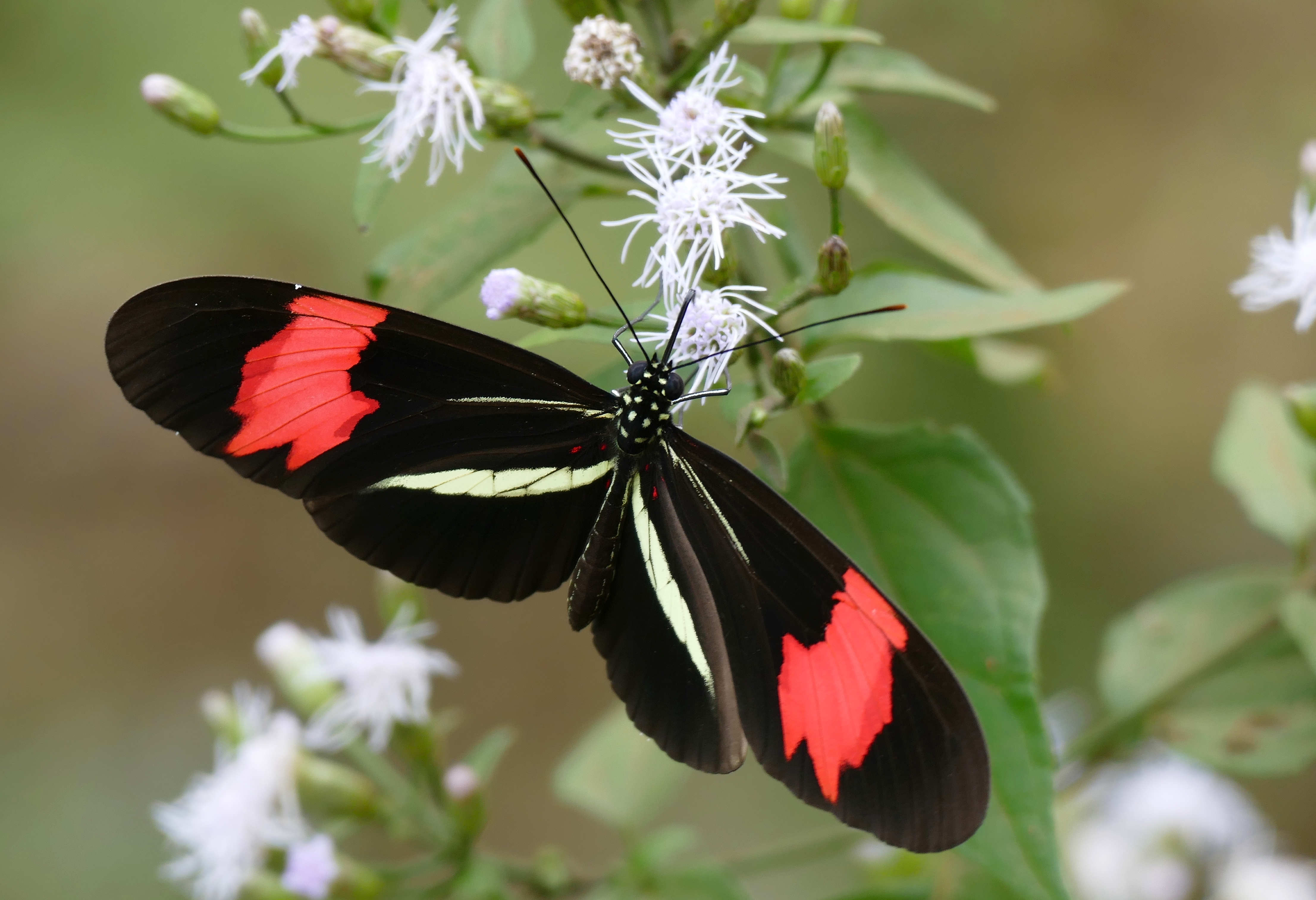
Heliconius erato phyllis ♂ (Mato Grosso, Brésil)
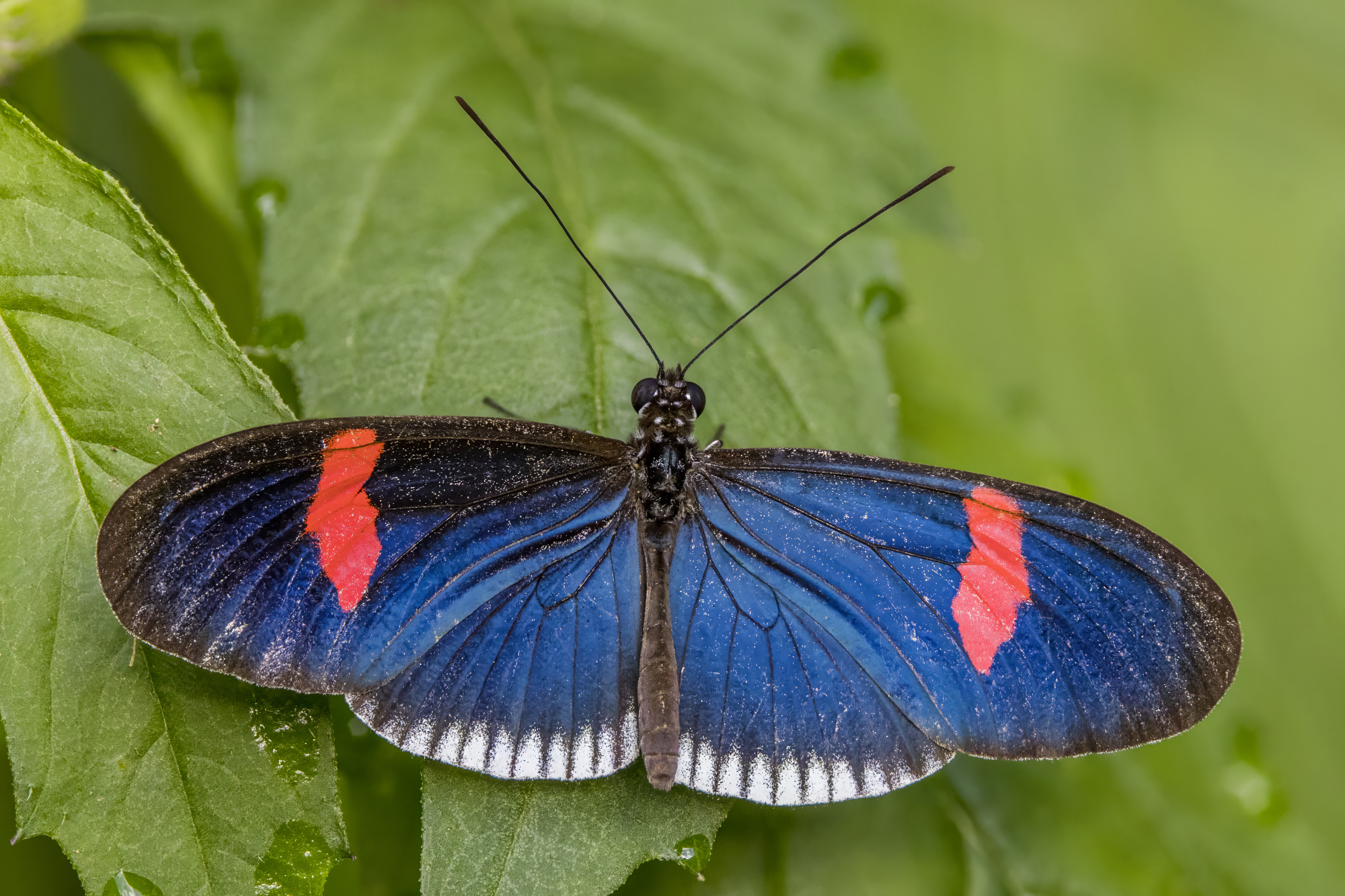
Heliconius erato cyrbia (Îles Cook)

### Liens taxonomiques
- (en) Tree of Life Web Project : Heliconius erato
- (en) Catalogue of Life : Heliconius erato Linnaeus 1758
- (en) NCBI : Heliconius erato (taxons inclus)